# Caloris Montes
Die Caloris Montes (aus dem lateinischen Berge der Wärme, Hitze) sind eine Gebirgskette auf dem Merkur.

## Beschreibung
Die Hügel und Täler der Gebirgskette erstrecken sich über mehr als 1000 km am nordöstlichen Rand der Caloris Planitia, der Tiefebene des größten Einschlagkraters auf dem Merkur. Sie bestehen aus zahlreichen, regelmäßig angeordneten Bergmassiven, die meist vom Zentrum des Kraters aus radial verlaufen. Ihre Gipfel sind 1 bis 2 km hoch und rund 10 bis maximal 50 km breit. Die Oberfläche der Gebirgshänge ist zerklüftet.
Die Struktur der Caloris Montes ist mit den Randgebirgen des Mare Imbrium auf dem Mond vergleichbar. Man nimmt an, dass diese Art von regelmäßiger Struktur durch weitere Einschläge entstand, die dem Einschlag folgten, der den Krater der Caloris Planitia erzeugte.
Im Südosten des Gebirgszuges ist dieser von einer großen Lücke unterbrochen, deren Ursprung bis heute ungeklärt ist.